# Arid-i-mamalik
Arid-i-mamalik – urzędnik odpowiedzialny za siły zbrojne Sułtanatu Delhijskiego.
Jego rozkazom podlegały zarówno stałe siły zbrojne, jak i oddziały zaciągane w razie potrzeby przez lenników. Do jego obowiązków należał nadzór nad finansami oraz aprowizacją armii, zajmował się także dokonywaniem okresowych przeglądów oddziałów.